# Obitsu
L'Obitsu (小櫃川?, Obitsu-gawa) è un fiume che attraversa Kimitsu, Kisarazu e Sodegaura, nella prefettura di Chiba, in Giappone. Il fiume è lungo 88 chilometri (55 mi) e ha una superficie di drenaggio di 273,2 chilometri quadri (105,5 mi²).

## Descrizione
L'Obitsu nasce dalle valli fittamente boscose intorno al monte Motokiyosumi – 344 metri (1 129 ft) – che appartiene alla catena montuosa di Bōsō e sfocia nella baia di Tokyo. È il secondo fiume più grande della prefettura di Chiba dopo il fiume Tone – 322 chilometri (200 mi). La sezione superiore del fiume Obitsu si snoda attraverso Kimitsu, la sezione centrale del fiume scorre più in linea retta attraverso Kisarazu, mentre quella inferiore si estende creando l'estuario con un delta triangolare a Sodegaura, un'area conosciuta come piane di marea di Banzu. L'Obitsu quindi sterza leggermente ad ovest presso Kisarazu per poi sfociare nella baia di Tokyo. Le piane di marea dell'Obitsu ospitano numerose specie di uccelli e crostacei. Nel 2012, è stato scoperto l'Uca lactea lactea, una specie di granchio in via di estinzione presente nella lista rossa IUCN, che potrebbe essere l'habitat più a nord in Giappone
Il fiume Koito, analogamente all'Obitsu, sgorga dal monte Motokiyosumi, scorre ad est attraverso la penisola di Bōsō e sfocia nella baia di Tokyo. Sono i due fiumi più lunghi nella regione occidentale della penisola.

## Diga di Kamegawa
La diga di Kamegawa è stata costruita nel 1979 vicino alla linea Kururi della JR est, della stazione di Kazusa-Kameyama sulla sezione superiore del fiume Obitsu. La diga forma un lago artificiale, il lago Kameyama che è il più grande bacino della prefettura di Chiba con un diametro di 35 chilometri (22 mi).

## Affluenti
| Nome                                        | Lunghezza                 | Area del bacino                   |
| ------------------------------------------- | ------------------------- | --------------------------------- |
| Matsu (松川?, Matsu-gawa)                   | 10,4 chilometri (6,5 mi)  | 25,6 chilometri quadri (9,9 mi²)  |
| Yarimizu (槍水川?, Yarimizu-gawa)           | 3,6 chilometri (2,2 mi)   | 2,84 chilometri quadri (1,10 mi²) |
| Takeda (武田川?, Takeda-gawa)               | 15,2 chilometri (9,4 mi)  | 16,7 chilometri quadri (6,4 mi²)  |
| Hasentakeda (派川武田川?, Hasentakeda-gawa) | 1,5 chilometri (0,93 mi)  | 1 chilometro quadro (0,39 mi²)    |
| Nanamagari (七曲川?, Nanamagari-gawa)       | 8 chilometri (5,0 mi)     | 8,14 chilometri quadri (3,14 mi²) |
| Ohara (御腹川?, Ohara-gawa)                 | 17,1 chilometri (10,6 mi) | 23,8 chilometri quadri (9,2 mi²)  |
| Ōmori (大森川?, Ōmori-gawa)                 | 2,6 chilometri (1,6 mi)   | 10,4 chilometri quadri (4,0 mi²)  |
| Sasa (笹川?, Sasa-gawa)                     | 21 chilometri (13 mi)     | 22,6 chilometri quadri (8,7 mi²)  |
| Inokawa (猪ノ川?, Inokawa)                  | –                         | –                                 |
| Shichiri (七里川?, Shichiri-gawa)           | –                         | –                                 |

## Storia

### Storia antica
Il fiume Obitsu dava sostegno a gran parte della popolazione nel periodo Jōmon (circa 14 000 – 300 a.C.), come testimoniano i grandi sambaquì (?, kaizuka) o tumuli di conchiglie. I tumuli di conchiglie della prefettura di Chiba sono i più grandi del Giappone e il sambaquì di Gion (祇園貝塚?, Gion-kaizuka), lungo l'Obitsu nel distretto di Gion di Kisarazu, risale a metà del periodo Jōmon. Mentre v'è qualche evidenza di insediamento lungo l'Obitsu su larga scala durante il periodo Yayoi (300 a.C. – 250 d.C.), l'intera area orientale di Bōsō subì una massiccia ripopolazione nel periodo Kofun (250 – 538).

### Periodo Edo
Il trasporto fluviale interno per collegare le regioni medio-alte dell'Obitsu, ricche di agricoltura, si sviluppò lentamente e raggiunse il suo apice sul fiume Obitsu nel periodo Edo (1603 – 1868). Lo shogunato Tokugawa mostrò un forte interesse per i prodotti della provincia di Kazusa. Difatti fece scavare e raddrizzare la tortuosa sezione centrale del fiume Obitsu per creare nuove risaie atte alla coltivazione del riso e della radice di loto (?, renkon). Vennero utilizzati piccoli battelli sull'Obitsu, prendendo esempio da ciò che era stato fatto con i fiumi Yoro e Koito. Il riso, viaggiava dall'ex regione Kururi di Kimitsu al porto di Kisarazu, come tributo fiscale (?, nengu) allo shogunato Tokugawa, attraversando solitamente una distanza di 27,5 chilometri quadri (10,6 mi²). Il carbone, essenziale per la capitale Edo, veniva estratto nella regione centrale della penisola di Bōsō ed era uno dei principali prodotti commerciali trasportati sull'Obitsu. Nel periodo più prospero del fiume Obitsu, erano attive 35 imbarcazioni fluviali per il commercio lungo il tratto medio e alto del fiume, e la maggior parte erano di proprietà dei singoli villaggi. La foce del fiume Obitsu si trasformò in un punto commerciale molto attivo, poiché il porto di Kisarazu possedeva i diritti esclusivi sul traffico marittimo tra la penisola occidentale di Bōsō e la capitale Edo.

### Periodo moderno
Le sezioni inferiori del fiume Obitsu lungo la baia di Tokyo si sono sviluppate all'inizio del XX secolo per supportare le attività industriali in crescita lungo la baia di Tokyo, e questa zona divenne in definitiva un fulcro della zona industriale di Keiyō. Nonostante il grande sviluppo industriale della sezione inferiore, la zona centrale e superiore continuano ad essere ampiamente utilizzate per la produzione di riso e verdure. Il fiume Obitsu nell'area intorno al quartiere Nagasuka di Kisarazu, è stato storicamente utilizzato per la coltivazione di radici di loto (?, renkon) su larga scala. Le aree basse e umide del fiume sono state adibite a risaie e campi per la produzione della radice di loto. Il renkon di quella zona divenne popolare a Tokyo alla fine del periodo Edo, e viene coltivato ancora oggi. Inoltre i fondali bassi delle piane di marea di Banzu costituivano la più grande area di coltivazione di alghe nori nella regione della baia di Tokyo.

## Turismo

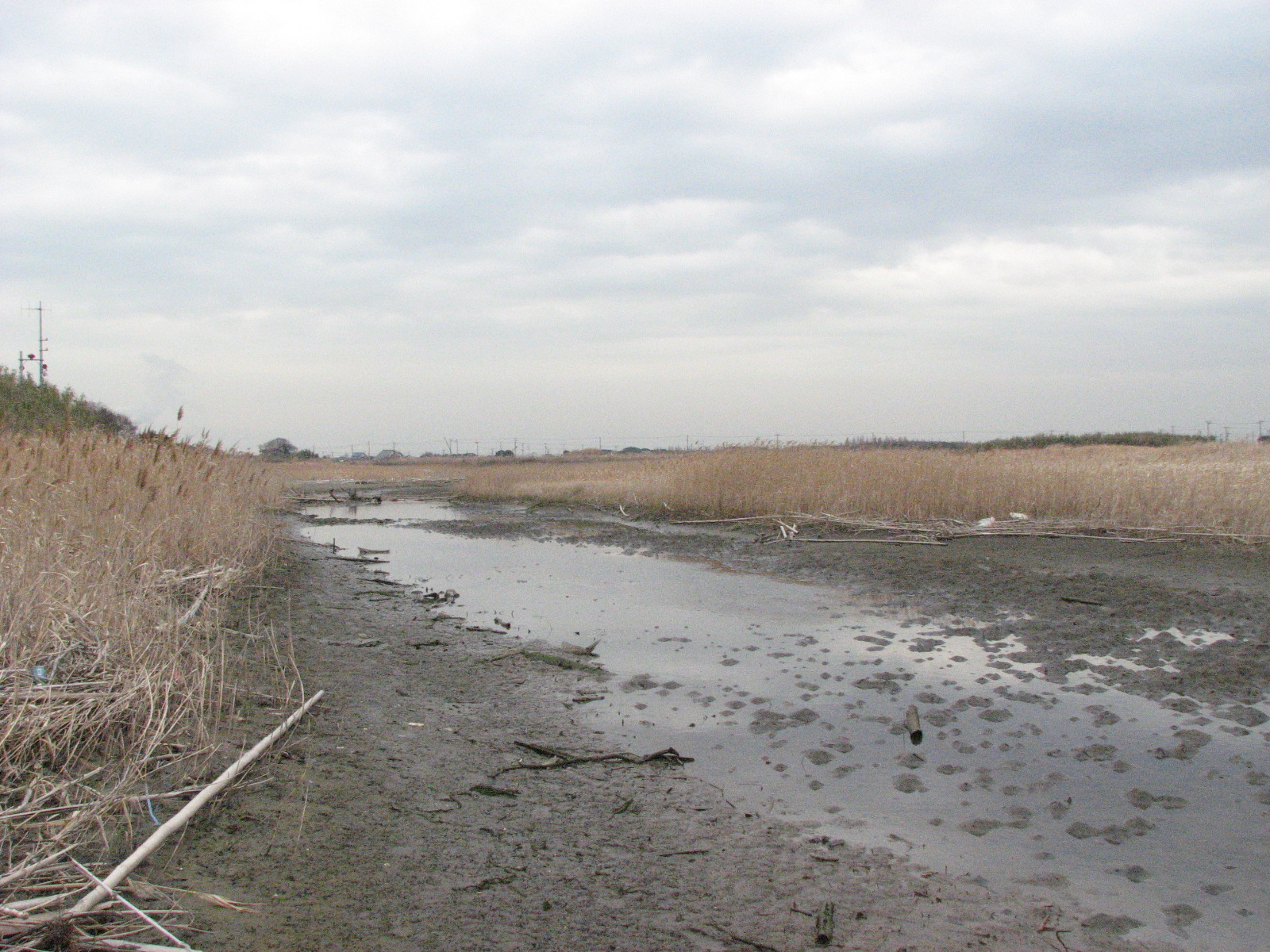
Canne nelle piane di marea di Banzu del fiume Obitsu nella baia di Tokyo

### Kimitsu
- Sul lago Kameyama si sono sviluppate strutture turistiche. Il lago è circondato da un percorso pedonale, ha un campeggio per famiglie ed è l'unico punto della prefettura di Chiba adibito alla pesca con esche artificiali.[4] È accessibile dalla linea Kururi delle ferrovie est giapponesi presso la stazione di Kazusa-Kameyama.[20]

### Kisarazu
- I campi di loto renkon di Kisarazu sono accessibili dal parco di Obitsuzeki (小櫃堰公園?, Obitsuzeki Koen) dalla 358 Gion a Kisarazu nella prefettura di Chiba. Il parco si trova a 10 minuti di cammino dalla stazione di Gion della linea Kururi delle ferrovie est giapponesi.[19]

### Sodegaura
- Le vongole e la raccolta delle conchiglie sono un'attività consueta nelle piane di marea di Banzu di Obitsu.[1][N 1]